# Булоњ ла Грас
Булоњ ла Грас (фр. Boulogne-la-Grasse) насеље је и општина у североисточној Француској у региону Пикардија, у департману Оаза која припада префектури Компјењ.
По подацима из 2011. године у општини је живело 469 становника, а густина насељености је износила 49,84 становника/km². Општина се простире на површини од 9,41 km². Налази се на средњој надморској висини од 130 метара (максималној 153 m, а минималној 77 m).

## Демографија
| 1962. | 1968. | 1975. | 1982. | 1990. | 1999. | 2011. |
| ----- | ----- | ----- | ----- | ----- | ----- | ----- |
| 398   | 411   | 321   | 295   | 251   | 285   | 469   |

График промене броја становника у току последњих година